# Friedrich Foltz
Friedrich Foltz (* 1811 in Bingen; † 1879) war ein deutscher Zeichner und Stahlstecher.

## Leben

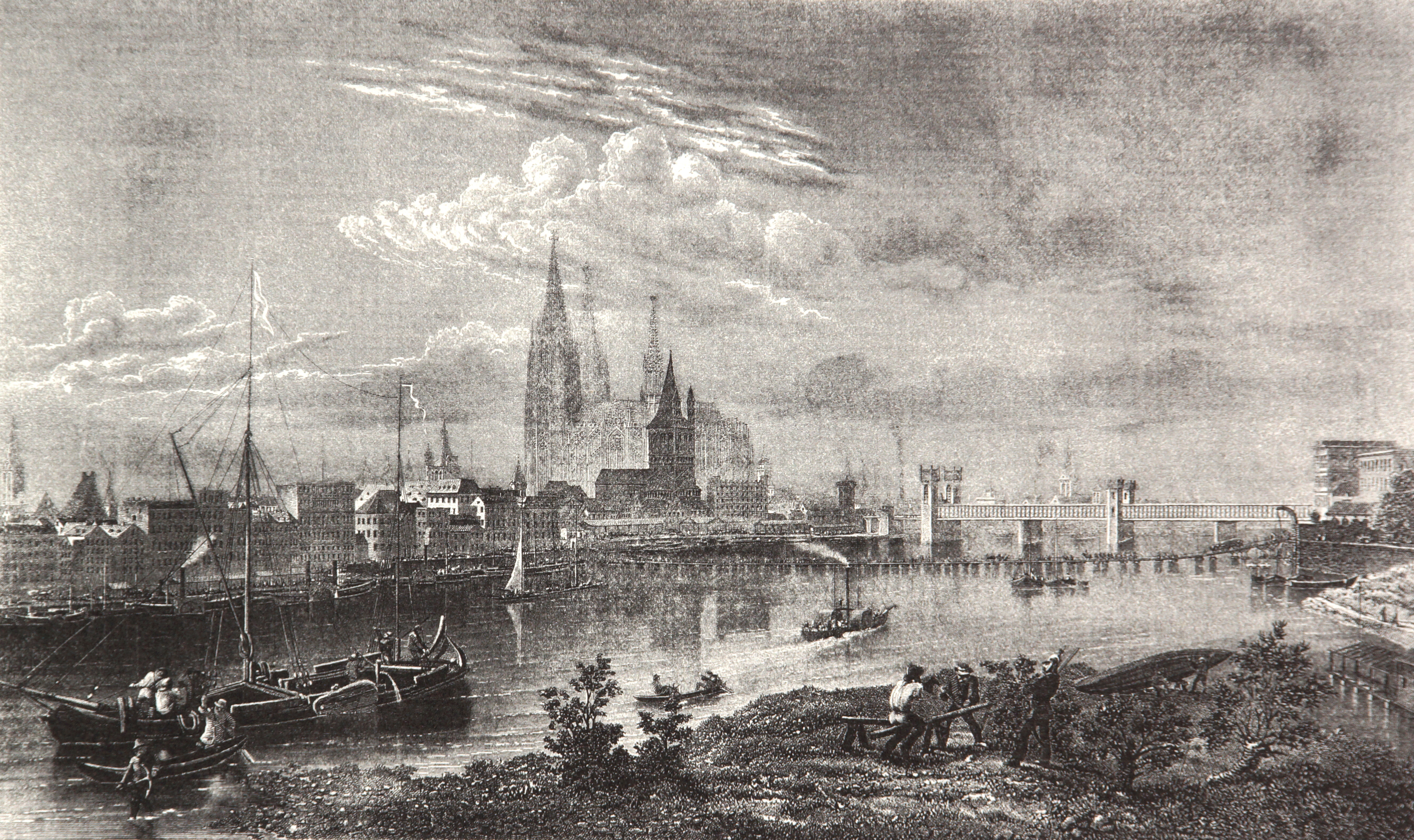
Köln. Stahlstich 1865

Friedrich Foltz war der dritte Sohn des aus Zweibrücken stammenden Binger Kunstmalers und Zeichenlehrer Ludwig Foltz (1778–1848) und dessen Frau Margarete Christina (geb. Kertell). Seine Brüder waren der Akademieprofessor, Historienmaler und Direktor der Pinakothek Philipp Foltz (1805–1877), der Architekt und Bildhauer Ludwig Foltz (1809–1867) und Karl Foltz (1816–1837 oder 1841).
Friedrich Foltz ging nach Darmstadt, wo er, u. a. für den Verlag Gustav Georg Lange, nach eigenen und fremden Vorlagen Stahlstiche überwiegend von Bauwerken und Landschaften am Mittelrhein anfertigte.

## Werke (Auswahl)
- Der Rheinstrom von Mainz bis Cöln. Malerisch topographisch aufgenommen und in Stahl gestochen von Friedrich Foltz (Leporello). Mainz: Joseph Halenza, o. J. (um 1865).